# Frullania fugax
Frullania fugax là một loài rêu tản trong họ Jubulaceae. Loài này được (Hook. f. & Taylor) Gottsche, Lindenb. & Nees miêu tả khoa học lần đầu tiên năm 1845.